# James Sie
James Sie (Summit, 18 de diciembre de 1962) es un actor, actor de televisión, novelista, y actor de voz estadounidense de ascendencia China.

## Trayectoria
Sie también es conocido como un buen sustituto de Jackie Chan, pues su voz guarda un gran parecido con la de este actor. Ha aprovechado esta circunstancia en la serie animada de la cadena Kids WB titulada Jackie Chan Adventures. En la misma serie también da voz a Shendu. 
Es la voz del Maestro Mono en Kung Fu Panda: La leyenda de Po, de Nickelodeon, reemplazando a Jackie Chan que dio voz al personaje en las películas para la pantalla grande. Sie da voz al Maestro Mono también en todos los videojuegos. 
Otros papeles importantes del actor han sido el del futbolista chino Kwan en Danny Phantom, Chen Lin en W.I.T.C.H., Fin Fang Foom y Radioactive Man en Marvel: Ultimate Alliance. También hizo varias voces en Avatar: The Last Airbender y la voz del científico asiático llamado Jimmy en Regular Show.